# Werner Wöckinger
Werner Wöckinger (* 5. März 1967 in Linz) ist ein österreichischer Autor. Er lebt und arbeitet in Mauthausen.

## Leben und Wirken
Wöckinger wuchs in Mauthausen auf und maturierte 1985 am Bundesrealgymnasium Khevenhüllerstraße in Linz. Anschließend studierte er einige Semester Wirtschaftsstatistik und Wirtschaftspädagogik an der Universität Linz. Er ist seit 1992 verheiratet und Vater von drei Kindern. Seit 1993 ist er hauptberuflicher Rettungssanitäter beim Roten Kreuz. 

## Werdegang als Autor
Der Autor trat ab 1985 mit gelegentlichen schriftstellerischen Arbeiten an die Öffentlichkeit (Theaterstücke, die im lokalen Umfeld aufgeführt wurden und Texte für den Chor der Pfarre Mauthausen CPM Musica viva, die im Eigenverlag 2002 veröffentlicht wurden). 
Bei den ersten Buchveröffentlichungen handelte es sich um Kinderbücher, die zwischen 2004 und 2008 im Verlag Denkmayr erschienen. 2006 schloss er sich dem von Günther Maria Garzaner gegründeten regionalen Literaturkreis PromOtheus an.
2017 begann Wöckinger eine Serie von Heimatkrimis um den oberösterreichischen Inspektor Oberbacher.

## Werke (Auswahl)
- Die Sonne geht nie unter, Kriminalroman. Denkmayr Verlag, Linz, 2004. ISBN 3-902257-95-4
- heimat.fremde – Spiel mit dem Feuer, Kriminalroman. Novum Verlag, Neckenmarkt, 2009. ISBN 9783990030264
- Der Trainer: Doppelpass mit dem Tod, Kriminalroman. Verlag Federfrei, Marchtrenk 2024. ISBN 978-3-99074-301-0

### Alois-Perger-Krimis
- Schlafe sanft, Kriminalroman. Verlag Federfrei, Markchtrenk 2021. ISBN 978-3-99074-140-5
- Blute Sanft, Kriminalroman. Verlag Federfrei, Marchtrenk 2023. ISBN 978-3-99074-264-8

Mühlviertel-Krimis
- Tödliche Gala, Verlag Federfrei, Marktrenk 2017. ISBN 978-3-903092-94-5[2]
- Tödliche Inszenierung, Verlag Federfrei, Marchtrenk 2018. ISBN 978-3-990740-23-1
- Tödliche Finte, Verlag Federfrei, Marchtrenk 2019. ISBN 978-3-99074-069-9
- Tödliche Wogen, Verlag Federfrei, Marchtrenk 2022. ISBN 978-3-99074-203-7

## Auszeichnungen
- Mit Dietmar Piessenberger (Fotograf): Fotobuch-Projekt Nachwuchsfußball in Mauthausen,  Ingrid-Steininger-Kulturförderpreis der Marktgemeinde Mauthausen (2017).[3][4]
- Mit Alfred Hochedlinger (Komponist) und dem Kirchenchor der Pfarre Mauthausen CPM musicaviva (Ausführender): Kantate Homo homini lupus (als Textautor), Ingrid-Steininger-Kulturförderpreis der Marktgemeinde Mauthausen (2010)[5]